# Municipio Uyuni

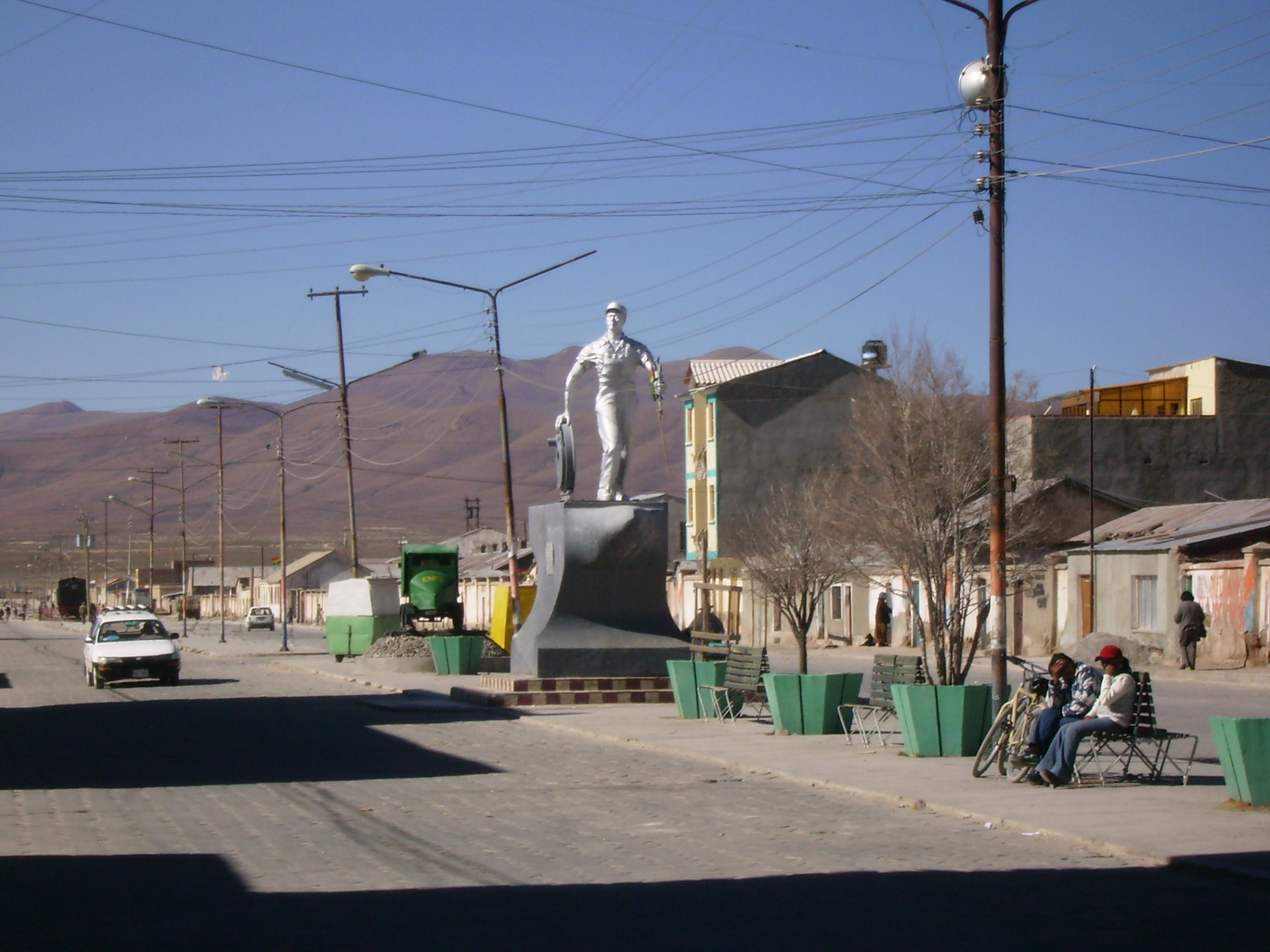
Hauptstraße von Uyuni

Das Municipio Uyuni (auch: Thola Pampa) ist ein Verwaltungsbezirk im Departamento Potosí im Hochland des südamerikanischen Anden-Staates Bolivien.

## Lage im Nahraum
Das Municipio Uyuni ist eines von vier Municipios in der Provinz Antonio Quijarro. Es grenzt im Norden an das Departamento Oruro, im Westen an die Provinz Nor Lípez, im Süden an die Provinz Sur Chichas, im Südosten an die Provinz Nor Chichas, im Osten an das Municipio Tomave und im Nordosten an die Provinz Tomás Frías.
Der zentrale Ort des Municipios ist die Stadt Uyuni mit 18.068 Einwohnern (Volkszählung 2012) im südwestlichen Teil des Municipios.

## Geographie
Das Municipio Uyuni erstreckt sich in nord-südlicher Richtung über eine Länge von 220 Kilometern zwischen dem Salzsee Salar de Uyuni im Westen und dem Höhenrücken der Cordillera de Chichas im Osten. Die mittlere Breite des Municipios beträgt 30 bis 50 Kilometer.
Das Klima in der großen Salzsteppe, der "Gran Pampa Salada", ist ein typisches Tageszeitenklima, bei dem die Temperaturunterschiede zwischen Tag und Nacht deutlicher ausfallen als zwischen den Jahreszeiten. Die Jahresdurchschnittstemperatur der Region beträgt 9 °C (siehe Klimadiagramm), die Monatswerte schwanken zwischen 5 °C im Juni/Juli und gut 11 °C in den Sommermonaten von November bis März.
Der Jahresniederschlag erreicht kaum 150 mm, und während acht Monate lang nahezu kein Niederschlag fällt, reicht selbst der Sommerniederschlag mit Monatswerten zwischen 20 und 50 mm kaum für nennenswertes Pflanzenwachstum.

## Bevölkerung
Die Einwohnerzahl ist zwischen 1992 und 2024 um mehr als zwei Drittel angestiegen:
| Jahr | Einwohner | Quelle       |
| ---- | --------- | ------------ |
| 1992 | 19.648    | Volkszählung |
| 2001 | 18.705    | Volkszählung |
| 2012 | 29.518    | Volkszählung |
| 2024 | 35.118    | Volkszählung |

Die Bevölkerungsdichte des Municipios beträgt 4,45 Einwohner/km² (Volkszählung 2024), der Anteil der städtischen Bevölkerung ist 61 Prozent. Die Lebenserwartung der Neugeborenen liegt bei 62 Jahren.
Der Alphabetisierungsgrad bei den über 19-Jährigen beträgt 84 Prozent, und zwar 94 Prozent bei Männern und 76 Prozent bei Frauen.

## Politik
Ergebnis der Regionalwahlen (concejales del municipio) vom 4. April 2010:
| Wahl- berechtigte |  | Wahl- beteiligung | gültige Stimmen |  | MAS-IPSP | AS     | A.C.U. | MSM   | P.C.S. | MNR   |
| ----------------- |  | ----------------- | --------------- |  | -------- | ------ | ------ | ----- | ------ | ----- |
| 13.036            |  | 10.286            | 7.034           |  | 3.456    | 1.820  | 578    | 550   | 451    | 179   |
|                   |  | 78,9 %            | 68,4 %          |  | 49,1 %   | 25,9 % | 8,2 %  | 7,8 % | 6,4 %  | 2,5 % |

Ergebnis der Regionalwahlen (elecciones de autoridades políticas) vom 7. März 2021:
| Wahl- berechtigte |  | Wahl- beteiligung | gültige Stimmen |  | MAS-IPSP | PAN-BOL | AS      | M.O.P. |
| ----------------- |  | ----------------- | --------------- |  | -------- | ------- | ------- | ------ |
| 20.618            |  | 16.803            | 14.027          |  | 6,809    | 2.523   | 1.659   | 925    |
|                   |  | 81,50 %           | 83,48 %         |  | 48,54 %  | 17,99 % | 11,83 % | 6,59 % |

## Gliederung
Bei der letzten Volkszählung von 2012 untergliederte sich das Municipio in die folgenden Kantone (cantónes):
- 05-1201-01 Kanton Uyuni – 16 Ortschaften – 19.632 Einwohner
- 05-1201-02 Kanton Chacala – 10 Ortschaften – 899 Einwohner
- 05-1201-03 Kanton Coroma – 141 Ortschaften – 7.601 Einwohner
- 05-1201-04 Kanton Huanchaca – 1 Ortschaft – 30 Einwohner
- 05-1201-05 Kanton Pulacayo – 2 Ortschaften – 1.356 Einwohner

## Ortschaften im Municipio Uyuni
- Kanton Uyuni
  - Uyuni 18.068 Einw. – Colchani 625 Einw. – Cerdas 345 Einw. – Sullchi 94 Einw. – Noel Mariaca 86 Einw.

- Kanton Chacala
  - Chacala 425 Einw. – Chita 231 Einw.

- Kanton Coroma
  - Coroma 251 Einw.

- Kanton Huanchaca
  - Huanchaca 30 Einw.

- Kanton Pulacayo
  - Pulacayo 816 Einw. – Río Mulato 540 Einw.